# Devil's Got a New Disguise - The Very Best of Aerosmith
Devil's Got a New Disguise - The Very Best of Aerosmith è una raccolta del gruppo musicale hard rock statunitense Aerosmith, pubblicata il 17 ottobre del 2006.
Contiene due nuovi singoli: Sedona Sunrise e Devil's Got a New Disguise.
Esistono due diversi tipi di tracce, di cui una venduta solo in Europa. Questa versione non ha Back in the Saddle, Last Child, Mama Kin, Rag Doll e What It Takes ma contiene Amazing, Angel, Falling In Love (Is Hard On The Knees), Pink, e The Other Side.

## Tracce
1. "Dream On" - da Aerosmith – 4:26
2. "Mama Kin" - da Aerosmith – 4:26
3. "Sweet Emotion" - da Toys In The Attic – 4:35
4. "Back in the Saddle" - da Rocks – 4:40
5. "Last Child" - da Rocks – 3:26
6. "Walk This Way (Run-DMC Version)" da Raising Hell – 3:45
7. "Dude (Looks Like a Lady)" - da Permanent Vacation – 4:22
8. "Rag Doll" - da Permanent Vacation – 4:25
9. "Love in an Elevator" - da Pump – 5:22
10. "Janie's Got a Gun" - da Pump – 5:30
11. "What It Takes" - da Pump – 4:08
12. "Crazy" - da Get a Grip - 4:05
13. "Livin' on the Edge" - da Get a Grip – 4:21
14. "Cryin'" - da Get a Grip – 5:09
15. "I Don't Want to Miss a Thing" - da Nine Lives – 4:28
16. "Jaded" - da Just Push Play – 3:35
17. "Sedona Sunrise" – 4:18
18. "Devil's Got a New Disguise" – 4:27

## Tracce (secondo la versione Europea)
1. "Dude (Looks Like a Lady)" (Steven Tyler, Joe Perry, Child) da Permanent Vacation – 4:22
2. "Love in an Elevator"  (Steven Tyler, Joe Perry) da Pump – 5:22
3. "Livin' On The Edge" (Steven Tyler, Joe Perry, Hudson ) da Get a Grip – 5:08
4. "Walk This Way" (Steven Tyler, Joe Perry, Run-D.M.C) da Toys in the Attic – 3:41
5. "Cryin'" (Steven Tyler, Joe Perry, Rhodes) da Get a Grip – 5:10
6. "Jaded" (Steven Tyler, Frederiksen) da Just Push Play – 3:35
7. "Crazy" (Steven Tyler, Joe Perry, Child) da Get a Grip – 4:05
8. "Angel" (Steven Tyler, Child) da Permanent Vacation – 5:07
9. "Janie's Got a Gun" (Steven Tyler, Tom Hamilton) da Pump – 4:32
10. "Amazing" (Steven Tyler, Supa) da Get a Grip - 5:58
11. "The Other Side" (Steven Tyler, Vallance, Holland, Dozier ) da Pump – 4:07
12. "Dream On" (Steven Tyler) da Aerosmith – 4:27
13. "Sweet Emotion" (Steven Tyler, Tom Hamilton), da Toys in the Attic – 3:14
14. "Falling In Love (Is Hard On The Knees)" (Steven Tyler, Joe Perry, Glen Ballard) da Nine Lives – 3:25
15. "Pink" (Steven Tyler, Supa, Glen Ballard) da Nine Lives – 3:57
16. "I Don't Want to Miss a Thing" (Diane Warren) – 4:29
17. "Sedona Sunrise" (Steven Tyler, Joe Perry, Vallance) - 4:16
18. "Devil's Got a New Disguise" (Steven Tyler, Joe Perry, Diane Warren) - 4:27

## Formazione
- Steven Tyler - voce, armonica
- Joe Perry - chitarra solista
- Brad Whitford - chitarra
- Tom Hamilton - basso
- Joey Kramer - batteria, percussioni